# (26086) 1981 UE23
1981 يو إي 23 (ويعرف أيضًا باسم (26086) 1981 يو إي 23 وفق تسمية الكوكب الصغير) (بالإنجليزية: 1981 UE23)‏ هو كويكب ضمن حزام الكويكبات؛ وترتيبه 26086 من حيث الاكتشاف.
اكتُشف هذا الجُرم الفلكي بواسطة شيلت جون بوبي في 24 أكتوبر 1981.

## وصلات خارجية
- (26086) 1981 UE23 في قاعدة بيانات مختبر الدفع النفاث لأجرام النظام الشمسي الصغيرة

- الاكتشاف · مخطط المدار ·  العناصر المدارية · المعلمات المادية

- (26086) 1981 UE23 على موقع ويكي سكاي: DSS2, SDSS, GALEX, IRAS, Hydrogen α, X-Ray, Astrophoto, Sky Map, Articles and images